# Chapa

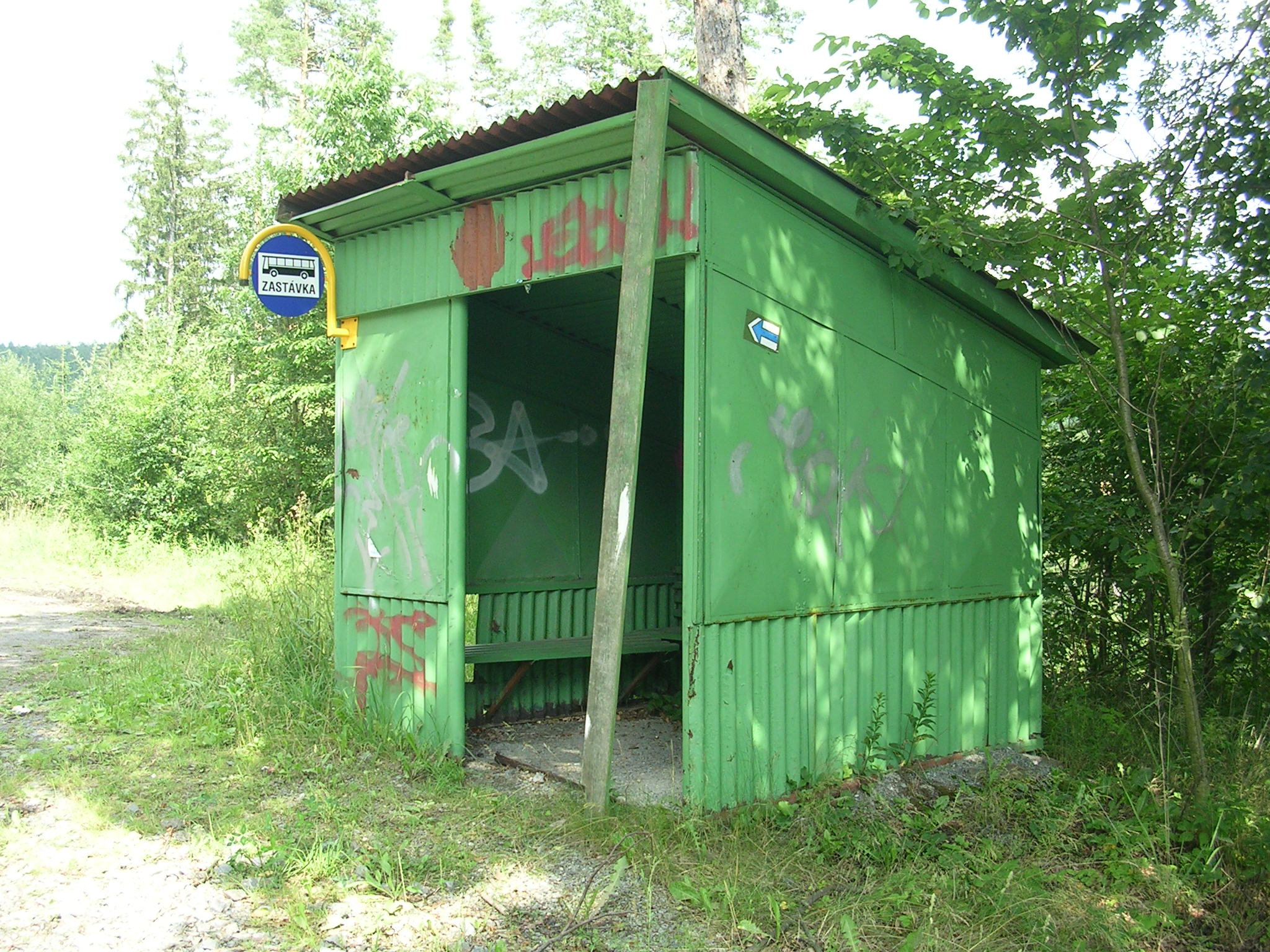
Caseta construida con chapas metálicas.

Se denomina chapa a una lámina delgada de metal que se utiliza para las construcciones mecánicas tales como carrocerías de automóviles, cisternas de camiones, etc.
Las chapas se construyen en varios espesores, generalmente de 1 a 12 milímetros, dependiendo del uso y del tipo de fabricación que tenga. Su mecanizado se realiza en prensas de estampación y de troquelaje mediante punzones y matrices. Las chapas no son solo de metal, sino de cualquier material que sea maleable. Para darles mayor rigidez, a menudo las chapas se pliegan formando grecas, ondas, etc., que aumentan su inercia.
Los elementos que se fabrican de chapas metálicas suelen llevar tratamientos superficiales contra la oxidación y corrosión, tales como cromados, pinturas, galvanizados, etc. La hojalata es un tipo de chapa metálica de hierro y estaño muy delgada que se utiliza para fabricar envases de conservas.